# Huckleberry
 (signalé en juillet 2025).
Si vous disposez d'ouvrages ou d'articles de référence ou si vous connaissez des sites web de qualité traitant du thème abordé ici, merci de compléter l'article en donnant les références utiles à sa vérifiabilité et en les liant à la section « Notes et références ».
- Archive Wikiwix
- Bing
- Cairn
- DuckDuckGo
- E. Universalis
- Gallica
- Google
- G. Books
- G. News
- G. Scholar
- Persée
- Qwant
- (zh) Baidu
- (ru) Yandex
- (wd) trouver des œuvres sur Wikidata

 (juillet 2025).
Huckleberry est un nom utilisé en Amérique du Nord pour plusieurs plantes de la famille des Ericaceae, dans deux genres étroitement liés : Vaccinium et Gaylussacia.

## Nomenclature
Le terme huckleberry désigne en Amérique du Nord plusieurs variétés de plantes produisant de petites baies de couleur rouge, bleue ou noire. Il s'agit du nom commun de diverses espèces du genre Gaylussacia ainsi que de certaines espèces du genre Vaccinium, comme Vaccinium parvifolium, le huckleberry rouge. Le terme peut également s’appliquer à d’autres Vaccinium qui, selon les régions, peuvent aussi être appelés « bleuets », notamment en Nouvelle-Angleterre et dans certaines parties des Appalaches.